# 1664 Фелікс
1664 Фелікс (1664 Felix) — астероїд головного поясу, відкритий 4 лютого 1929 року.
Тіссеранів параметр щодо Юпітера — 3,524.